# Sebastian Bull Sarning
Sebastian Bull Rygaard Sarning (født 25. september 1995 i Hellerup) er en dansk skuespiller, som har medvirket i danske film- og tv-produktioner som Submarino (2010), 9. april (2015), Gidseltagningen (2019), Doggystyle (2018-2022) og Vogter (2024).
Sarning deltog i 2023 i sæson 20 af Vild med dans, hvor han dansede med den professionelle danser Asta Björk Ivarsdottir. Parret endte på 5. pladsen.

## Karriere
Sarning debuterede som skuespiller i 2010 i Thomas Vinterbergs socialrealistiske drama Submarino, hvor han spillede hovedpersonen Nick som barn.
I 2013 medvirkede Sarning i Vinterbergs drama Jagten. I filmen 9. april fra 2015 spillede Sarning menig Lundgren.
I 2024 medvirkede han i Gustav Møllers drama Vogter, hvor han spillede over for Sidse Babett Knudsen. For sin rolle som morderen Mikkel, der bliver indsat i samme fængsel, hvor moren til ham Mikkel dræbte, arbejder, modtog han sin første Bodil- og Robert-nomineringer i kategorierne hhv. Bedste birolle og Bedste mandlige hovedrolle.

## Privat
I februar 2024 offentliggjorde Sarning at han var i forhold med Asta Björk Ivarsdottir, professionel danser. Parret mødte hinanden, da de dansede sammen i TV 2s underholdningsprogram Vild med dans i 2023, hvor de endte på 5. pladsen. Parret annoncerede deres forlovelse i december 2024.
Bull var som barn indlagt på Rigshospitalet fra sin fødsel til han var 2,5 år gammelt, da han måtte gennemgå flere operationer grundet sammenvoksede tarme. Han har heraf et større ar på tværs af sin mave.

## Filmografi

### Film
| År   | Titel                   | Rolle          |
| ---- | ----------------------- | -------------- |
| 2010 | Submarino               | Nick som ung   |
| 2013 | Jagten                  | Torsten        |
| 2014 | Copenhagen              | Albert         |
| 2015 | 9. April                | Menig Lundgren |
| 2019 | De frivillige           | Kenneth        |
| 2022 | De forbandede år 2      | Leder          |
| 2022 | Boys Feels: Stand by Me | Anders         |
| 2024 | Vogter                  | Mikkel         |
| 2024 | Azrael                  | Isaac          |

#### TV
| År        | Titel                             | Rolle          | Episoder   |
| --------- | --------------------------------- | -------------- | ---------- |
| 2018      | Vild sommer                       | Kasper         | 2 episoder |
| 2019      | Gidseltagningen                   | Hassan         | 6 episoder |
| 2020      | Limboland                         | Anton          | 4 episoder |
| 2020      | Advokaten                         | Milan          | 8 episoder |
| 2020      | Centrum                           | Marcelo        | 2 episoder |
| 2020      | Om natten lyver jeg               | Janus          | 2 episoder |
| 2020      | Efterforskningen                  | Ronnie Askov   | 1 episode  |
| 2020      | Puls                              | Oliver         | 8 episoder |
| 2021      | Den som dræber - Fanget af mørket | Oliver Nord    | 2 episoder |
| 2021      | Fars Drenge                       | Kenneth        | 1 episode  |
| 2018-2022 | Doggystyle                        | Olli           | 7 episoder |
| 2021-2022 | 2 Døgn                            | Nicki Nørrebro | 8 episoder |
| 2024      | Bullshit                          | Pismig         | 4 episoder |

## Priser og nomineringer
| År   | Nominerede værk | Kategori                              | Resultat  | Kilder |
| ---- | --------------- | ------------------------------------- | --------- | ------ |
| 2018 | Simon G.H       | Ekko Shortlist - Publikumsprisen      | Vundet    | [ 12 ] |
| 2025 | Vogter          | Robert for bedste mandlige hovedrolle | Nomineret | [ 7 ]  |
| 2025 | Vogter          | Bodilprisen for bedste birolle        | Nomineret |        |